# Богатово (Болгария)
Богатово (болг. Богатово) — село в Болгарии. Находится в Габровской области, входит в общину Севлиево. Население составляет 449 человек.

## Политическая ситуация
В местном кметстве Богатово, в состав которого входит Богатово, должность кмета (старосты) исполняет Иван Борисов Иванов (Земледельческий народный союз (ЗНС)) по результатам выборов.
Кмет (мэр) общины Севлиево — Йордан Георгиев Стойков (коалиция в составе 5 партий: Болгарская социал-демократия (БСД), Болгарская социалистическая партия (БСП), Движение за социальный гуманизм (ДСХ), Земледельческий союз Александра Стамболийского (ЗСАС), Политический клуб «Экогласность») по результатам выборов.